# Euriphene phantasia
Euriphene phantasia är en fjärilsart som beskrevs av William Chapman Hewitson 1865. Euriphene phantasia ingår i släktet Euriphene och familjen praktfjärilar. Inga underarter finns listade i Catalogue of Life.